# Paroplocephalus atriceps
Genre
Espèce
Synonymes
- Brachyaspis atriceps Storr, 1980
- Echiopsis atriceps (Storr, 1980)

Statut de conservation UICN

 LC  : Préoccupation mineure
Paroplocephalus atriceps, unique représentant du genre Paroplocephalus, est une espèce de serpents de la famille des Elapidae.

## Répartition
Cette espèce est endémique d'Australie-Occidentale. Elle se rencontre dans les environs du lac Cronin.

## Description
Dans sa description l'auteur indique que le plus grand spécimen en sa possession mesure 430 mm dont environ 75 mm pour la queue. Son dos est brun foncé et sa face ventrale variant du blanchâtre au roux dans sa partie postérieure. Sa tête est noir mat.

## Étymologie
Son nom d'espèce, du latin atri, « noir », et ceps, « tête », lui a été donné en référence à sa livrée.

## Publications originales
- Keogh, Scott & Scanlon, 2000 : Molecular phylogeny of viviparous Australian elapid snakes: affinities of Echiopsis atriceps (Storr, 1980) and Drysdalia coronata (Schlegel, 1837), with description of a new genus. Journal of Zoology (London), vol. 252, no 3, p. 317-326 (texte intégral).

- Storr, 1980 : A new Brachyaspis (Serpentes: Elapidae) from Western Australia. Records of the Western Australian Museum, vol. 8, no 3, p. 397-399 (texte intégral).